# Giamaica ai XXIV Giochi olimpici invernali
La Giamaica ha partecipato ai XXIV Giochi olimpici invernali, che si sono svolti dal 4 al 20 febbraio 2022 a Pechino in Cina, con una delegazione composta da sette atleti, sei uomini e una donna, che hanno gareggiato in due sport.
Portabandiera della squadra nel corso della cerimonia di apertura sono stati Benjamin Alexander (Sci alpino) e Jazmine Fenlator-Victorian (Bob).. Per la cerimonia di chiusura è stato selezionato Rolando Reid (Bob).

## Delegazione
La delegazione Giamaicana alle Olimpiadi invernali di Pechino è composta da sei atleti che gareggiano in 2 sport
| Sport      | Uomini | Donne | Totale |
| ---------- | ------ | ----- | ------ |
| Bob        | 5      | 1     | 6      |
| Sci alpino | 1      | -     | 1      |
| Totale     | 6      | 1     | 7      |

## Record
- Quella di Benjamin Alexander è la prima partecipazione di un atleta giamaicano ad un evento di Sci alpino in una edizione dei Giochi Olimpici invernali.[3]
- Per la prima volta nella storia delle Olimpiadi invernali, la Giamaica partecipa a tre differenti eventi nel bob. Inoltre il bob a 4 giamaicano torna ad una competizione olimpica dopo 24 anni da Nagano 1998.[4]

## Risultati

### Bob
Maschile
| Atleta                                                      | Evento                 | 1ª manche | 1ª manche | 2ª manche | 2ª manche | 3ª manche | 3ª manche | 4ª manche | 4ª manche | Totale  | Totale |
| Atleta                                                      | Evento                 | Tempo     | Pos.      | Tempo     | Pos.      | Tempo     | Pos.      | Tempo     | Pos.      | Tempo   | Pos.   |
| ----------------------------------------------------------- | ---------------------- | --------- | --------- | --------- | --------- | --------- | --------- | --------- | --------- | ------- | ------ |
| Shanwayne Stephens Nimroy Turgott                           | Bob a due maschile     | 1'01"23   | 30ª       | 1'01"35   | 28ª       | 1'01"54   | 30ª       | N.D.      | N.D.      | 3'04"12 | 30ª    |
| Shanwayne Stephens Ashley Watson Rolando Reid Matthew Wekpe | Bob a quattro maschile | 1'00"80   | 28ª       | 1'01"39   | 28ª       | 1'01"23   | 28ª       | N.D.      | N.D.      | 3'03"42 | 28ª    |

Femminile
| Atleta                     | Evento            | 1ª manche | 1ª manche | 2ª manche | 2ª manche | 3ª manche | 3ª manche | 4ª manche | 4ª manche | Totale  | Totale |
| Atleta                     | Evento            | Tempo     | Pos.      | Tempo     | Pos.      | Tempo     | Pos.      | Tempo     | Pos.      | Tempo   | Pos.   |
| -------------------------- | ----------------- | --------- | --------- | --------- | --------- | --------- | --------- | --------- | --------- | ------- | ------ |
| Jazmine Fenlator-Victorian | Monobob femminile | 1'06"63   | 19ª       | 1'07"38   | 19ª       | 1'06"92   | 19ª       | 1'07"63   | 20ª       | 4'28"56 | 19ª    |

## Sci alpino
| Atleta             | Evento                  | Tempo     | Tempo     | Tempo   | Posizione |
| Atleta             | Evento                  | 1ª manche | 2ª manche | Totale  | Posizione |
| ------------------ | ----------------------- | --------- | --------- | ------- | --------- |
| Benjamin Alexander | Slalom gigante maschile | 1'37"94   | 1'40"58   | 3'18"52 | 46º       |